# Rue de la Quarantaine
La rue de la Quarantaine est une rue du 5e arrondissement de Lyon.

## Situation et accès
Elle va de la rue Saint-Georges à la montée de Choulans.

## Origine du nom
Son nom vient de l'hôpital de la Quarantaine qui s'y trouvait jusqu'au milieu du XIXe siècle.

## Historique
Cette rue faisait partie de la voie romaine allant de la mer Méditerranée au Rhin en passant par Vienne, le quai de Saône n'était alors pas aménagé. Elle se terminait au croisement de la montée Saint-Laurent et de la montée Ernest-Joseph Vial, après avoir coupé la montée de Choulans. 
De nombreux vestiges antiques y ont été découverts, notamment lors des fouilles de 2019 aux n° 15, 17 et 19 de la rue de la Quarantaine. 
C'est dans ce lieu isolé situé à l'entrée de Lyon a longtemps servi de quarantaine que l'hôpital de la Quarantaine fut construit. L'Hôtel-Dieu y a installé les pestiférés à partir de 1474 dans le quartier qui s'appelait alors la Ferratière ou Hôpital Saint-Laurent. Une autre hypothèse, avancée par le Père Dominique de Colonia, est la dispense accordée par le Cardinal d'Amboise en 1504 aux lyonnais qui contribuent à l'entretien de l'hôpital pour pouvoir manger du lait et du fromage pendant le carême, appelée la « Quarantaine ».
La rue de la Quarantaine est attestée en 1820. 

## L'hôpital Saint-Laurent, dit de la Quarantaine
Aujourd'hui disparu, l'hôpital Saint-Laurent se trouvait sur les bords de la Saône, à quelques pas de l'ancienne porte Saint-Georges. Fondé en 1434 par Jacques Caille, consul de Lyon, et sa femme Huguette Balarin sur le territoire de Saint-Laurent-des-Vignes. Bâti en marge de la ville, Saint-Laurent-hors-les-murs était destiné à recueillir les malades et pestiférés avant leur entrée dans la ville de Lyon. 

Démolition en cours de l'hôpital de la Quarantaine, cliché Sylvestre

L'hôpital de la Quarantaine a été démoli entre 1855 et 1896.

## Bâtiments remarquables et lieux de mémoire
Au numéro 15 a vécu Otto Schauer (1903-1944), fondateur de la maison Osma, spécialisée dans la fabrique de pierres d'Alun, qui a rejoint la Résistance ; il est arrêté par les Allemands en août 1944 avant d'être fusillé à Bron.
Au numéro 21, le premier numéro du journal hebdomadaire et satirique Guignol est imprimé en octobre 1914.
- Le Viaduc de la Quarantaine

## Le quartier de la Quarantaine dans les Arts

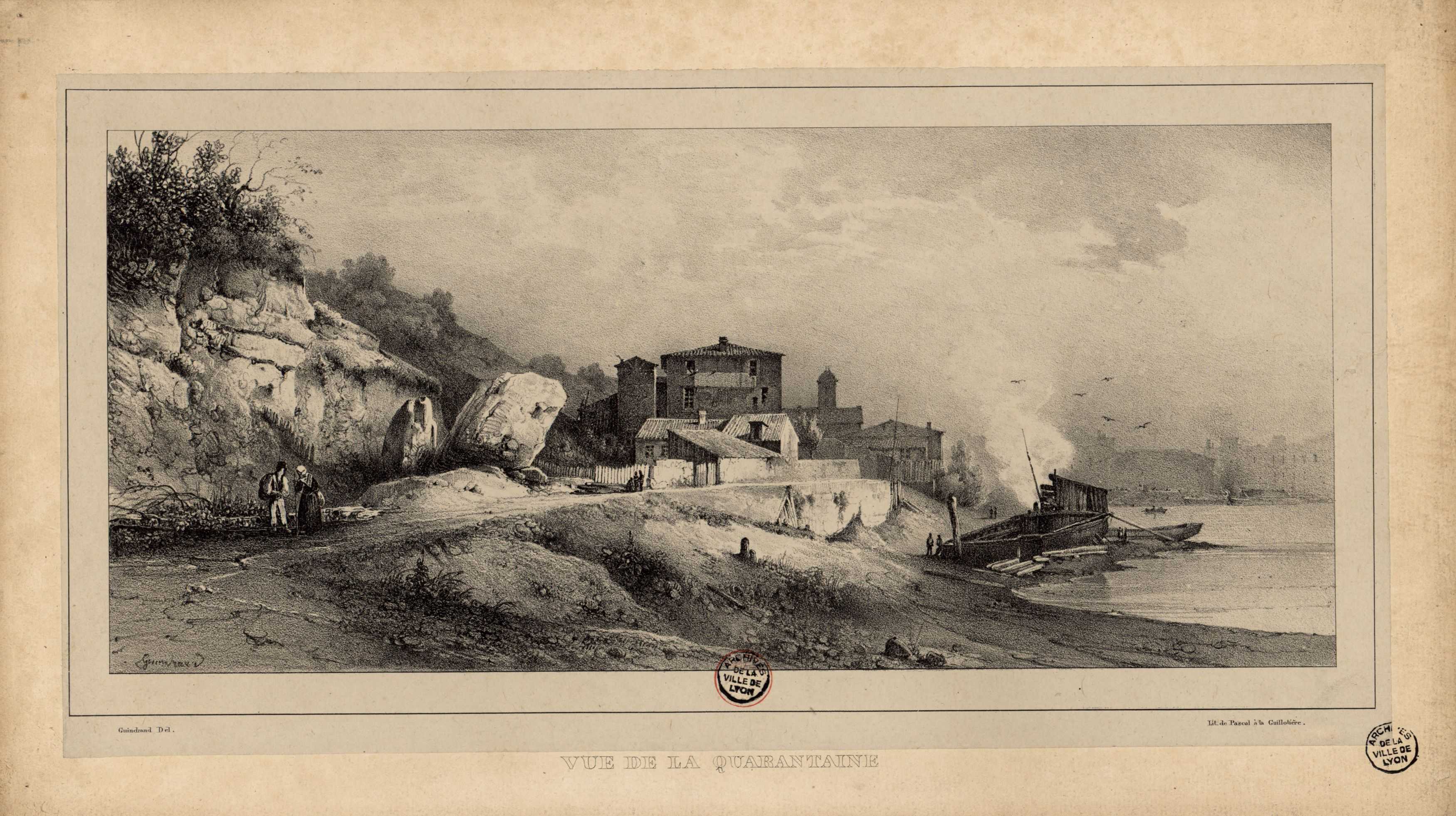
Vue de Lyon et de la Saône depuis les berges de la Quarantaine lithographiée par Antoine Pascal à la Guillotière d'après un dessin d'Antoine Guindrand

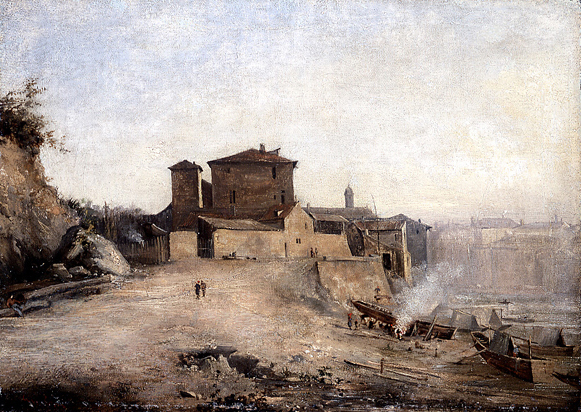
Grobon Jean-Michel, Vue de la Quarantaine à Lyon, XIXe siècle, Musée des Beaux-Arts de Lyon

- Edouard HOSTEIN, Lyon: le lazaret de la Quarantaine au pied du coteau de Sainte-Foy, Huile sur toile, 38 x 61 cm, 1840
- Vue de Lyon et de la Saône depuis les berges de la Quarantaine lithographiée par Antoine Pascal à la Guillotière d'après un dessin d'Antoine Guindrand, XIXe siècle, Archives Municipales de Lyon, 16FI/97, [en ligne]